# Bokelji
Bokelji (serb. kyrillisch: Бокељи) ist die regionale Bezeichnung für die Bewohner der historischen Region Bucht von Kotor (Boka kotorska) in Montenegro. Die Region ist heute in die drei Gemeinden Herceg Novi, Tivat und Kotor gegliedert. Die Bezeichnung Bokelj leitet sich von Boka, serbokroat. für Bucht, ab.

## Zusammensetzung der Bevölkerung
Die drei Gemeinden in der Region Boka Kotorska haben nach der Volkszählung 2003 71.443 Einwohner. Die Bevölkerung setzte sich hauptsächlich aus Serben mit 30.026 Einwohnern (41,89 %), Montenegriner mit 24.779 Einwohnern (34,68 %) und Kroaten mit 5.433 Einwohnern (7,61 %) zusammen. Allerdings haben im Zensus 2003 11.205 Einwohner oder etwa 16 % keine Angaben zu ihrer Nationalität gemacht. 3.807 Einwohner (ca. 5 %) bekannten sich zu einer anderen Nationalität.

## Religion
Die Bokelji sind überwiegend christlich oder atheistisch. Serben und Montenegriner bekennen sich überwiegend als serbisch-orthodox, Kroaten vor allem als römisch-katholisch. Ein großer Teil der Bokelji, überwiegend Montenegriner, ist atheistisch.

## Historisches
Als Bokelji bezeichnen sich heute hauptsächlich die serbischen und montenegrinischen Einwohner der Bucht von Kotor, während die kroatischen Einwohner für sich die Bezeichnung Bokeljski Hrvati bevorzugen. Die Bucht von Kotor wurde 1918 Teil des Königreichs der Serben, Kroaten und Slowenen, davor gehörte es zum Kgr. Dalmatien unter den Habsburgern. Bis 1922 war es eine eigene administrative Einheit innerhalb des Kgr. Jugoslawiens, danach Teil der Oblast von Zeta, die Teile Montenegros und Metochiens umfasste, und 1929 Teil der Banschaft Zeta. Offiziell zu Montenegro kam die Bucht von Kotor mit der Reorganisation des jugoslawischen Staates 1945 unter den jugoslawischen Kommunisten, da jedoch als Teilrepublik „Sozialistische Republik Montenegro und Bucht (von Kotor)“, serbokroat. Socijalistička Republika Crna Gora i Boka, siehe bosnisches Adäquat Bosnien und Herzegowina. 1948 wurde der Zweitname Boka aufgelassen und schließlich nur der Name „Sozialistische Republik Montenegro“ verwendet. Zur Zeit Jugoslawiens wurde der Begriff Bokelji allgemein von den Einwohnern der Bucht verwendet, die damit ausdrücken wollten, dass sie sich für einen ganz besonderen Menschenschlag hielten.

## Persönlichkeiten
Zu einer der bedeutendsten Persönlichkeiten der Bokelji zählt der serbisch-orthodoxe Heilige Stefan Štiljanović.